# 단기매매
단기매매(短期賣買, short swing)란 회사의 내부자나 임원이 단기매매를 통해 회사에 손해가 가지만 자신은 시세차익을 올리는 것을 말한다. 미국 연방증권법은 내부자거래의 하나로 단기매매를 금지하고 있다. 미국증권관리위원회 규칙 16b에 따르면 1천만 달러의 자산과 500명 이상의 주주를 가진 기업 혹은 국내 증권 거래소에 상장거래되는 기업의 이사, 임원, 10%의 지분을 가진 주주가 6개월 내에 해당 회사의 주식을 팔거나 사는 것을 금지하고 있다. 이를 위반하는 경우 기업이 6개월의 기간 동안 매매의 최대 차익을 받을 환수할 수 있는 권리를 가진다.

## 같이 보기
- 미국증권관리위원회
- 증권관리위원회 규칙 10b-5
- 내부자거래